# Jazz à Vienne
Jazz à Vienne est un festival de jazz, créé en 1981 sous l'impulsion de Jean-Paul Boutellier. Il dure une quinzaine de jours entre la fin du mois de juin et le début du mois de juillet  à Vienne en France, en partie dans le théâtre antique.

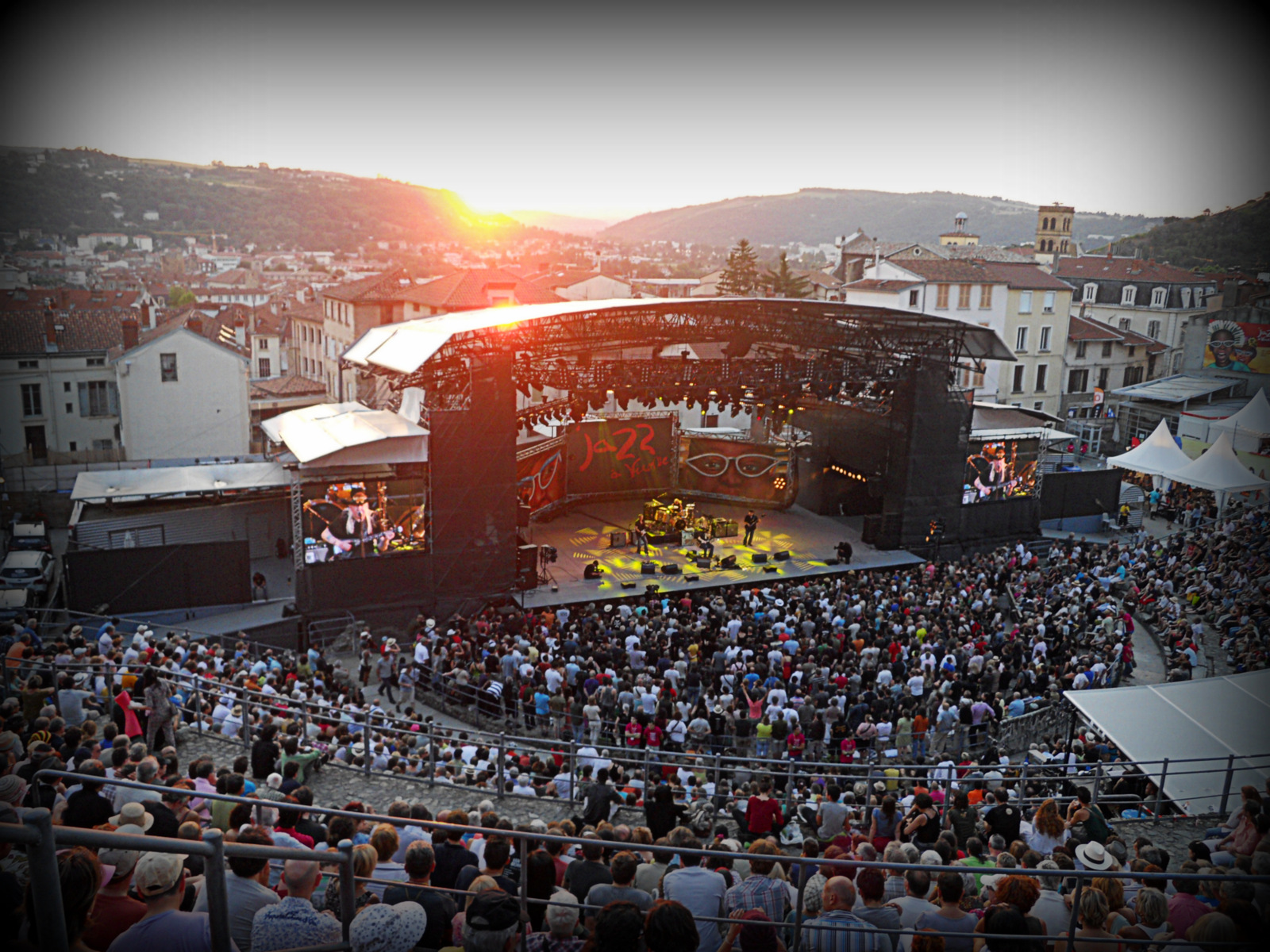
Johnny Winter, en 2013, dans le théâtre antique

Chaque année, le festival compte plus de 200 000 festivaliers. À ce titre, Jazz à Vienne est le 6e festival français quant à la fréquentation et le premier événement culturel en Auvergne-Rhône-Alpes.	
De nombreux musiciens de jazz s'y sont produits tels Miles Davis, Claude Nougaro, Michel Petrucciani, Ella Fitzgerald, Sonny Rollins, Lionel Hampton, Dee Dee Bridgewater, Herbie Hancock, Chet Baker, Keith Jarrett, George Benson, Chick Corea, Dizzy Gillespie, James Brown, Ray Charles, Eric Clapton, Dianne Reeves, Troy Andrews

## Histoire

### Création
En 1980, Jean-Paul Boutellier organise la première Nuit du Blues avec Fats Domino, BB King et Muddy Waters, prélude de ce qui deviendra le festival Jazz à Vienne. À l'origine, la soirée doit se tenir à la roseraie du Parc de la Tête d'or à Lyon, mais, devant l'opposition d'une partie des élus lyonnais, Jean-Paul Boutellier se tourne vers les élus de la ville de Vienne.
En 1981, sous le statut d’association loi de 1901, la première édition du festival qui compte cinq soirées est organisée avec un hommage à Count Basie par Basie Alumni All Stars big band et Clark Terry.
En juillet 2010 Christian Trouiller, président de la communauté d’agglomération du Pays Viennois, et Jacques Remiller, député-maire de Vienne, annoncent la création d’un EPIC (Etablissement Public Industriel et Commercial), dénommé Jazz à Vienne, prenant le relais de l’association Vienne Action Culturelle et assurant la continuité et le développement du festival. Au 1er janvier 2025 l'EPIC Jazz à Vienne s'est transformé en EPCC (Etablissement Public de Coopération Culturelle) dont les membres sont Vienne Condrieu Agglomération et la Ville de Vienne. La structure porteuse du festival Jazz à Vienne s'appelle aujourd'hui « Cybèle Production ».Depuis 2016 Samuel Riblier a pris la direction générale du festival. Depuis 2024, Guillaume Anger en assure la direction artistique.

### Directions
Se sont succédé à la direction du festival :
- Jacques Launay de 1991 à 2003[11].
- Philippe Delberghe en 2005,
- Christophe Bonin en 2011[12].
- Stéphane Kochoyan de 2011 à 2015[13].
- Samuel Riblier depuis 2016[14].

## Festival

### Scènes du festival

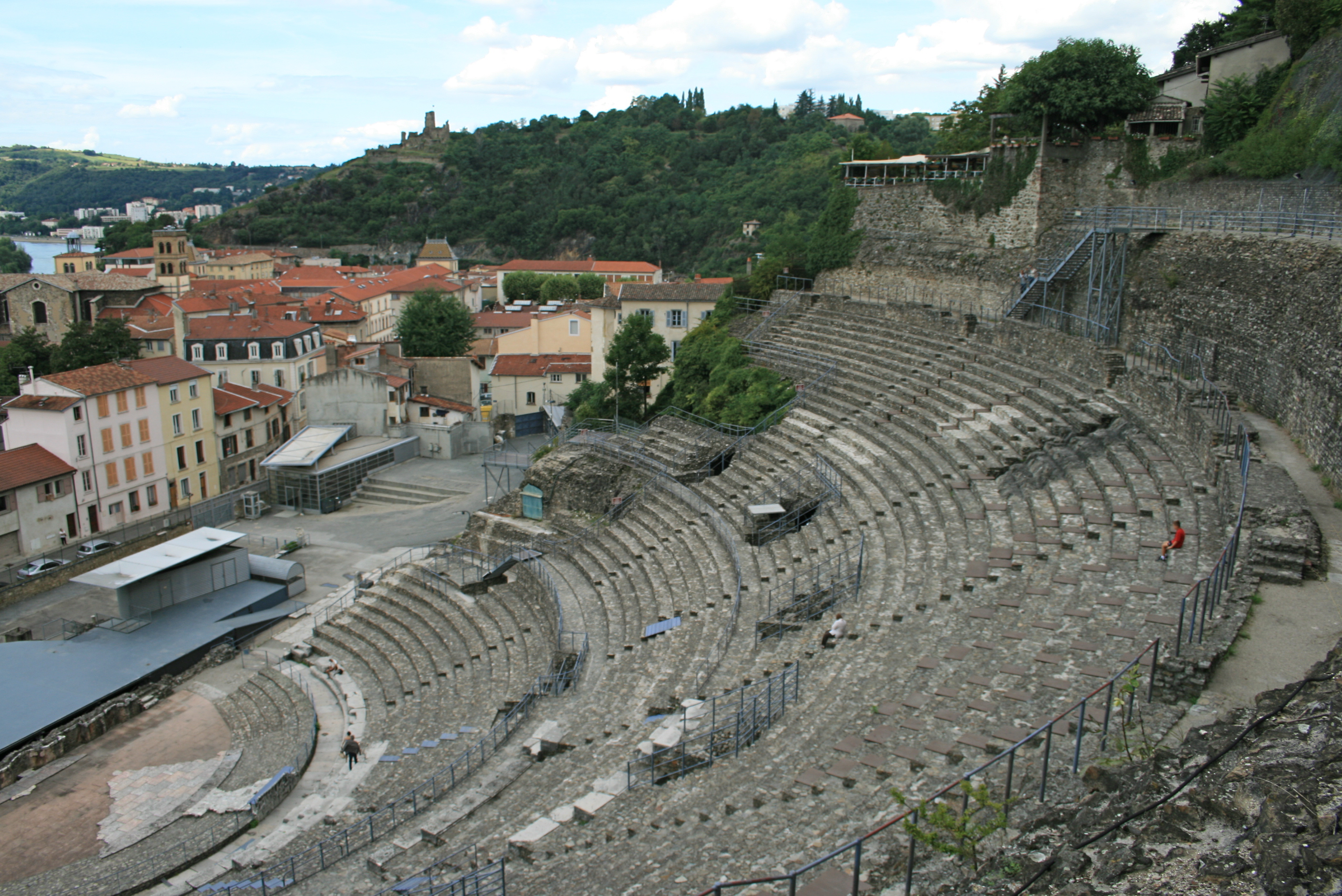
Vue du théâtre antique avec la scène à gauche

Construit entre 40 et 50 après J.-C., le Théâtre antique est considéré comme l'un des plus importants de l'Antiquité romaine. Il peut accueillir jusqu'à 7 500 personnes.
Le Jardin de Cybèle est une scène gratuite à ciel ouvert au cœur du festival dans le site archéologique de Cybèle. Tous les jours, de midi à minuit, se produisent la nouvelle génération du jazz, la scène régionale et nationale, les musiciens de l’Académie Jazz à Vienne, les écoles de musique et les conservatoires, les big bands universitaires internationaux et les groupes finalistes du Rezzo Jazz à Vienne.
Le Club est une scène d’after gratuite du festival Jazz à Vienne.

### Projets Jazz à Vienne
Chaque année, en parallèle du festival, Jazz à Vienne coordonne plusieurs projets qui mêlent musique et performance artistiques diverses.
Le festival Jazz à Vienne débute tous les ans par une matinée destinée au jeune public. 6 000 primaires du pays viennois assistent ainsi chaque année au concert jeune public, donné sur la scène du Théâtre Antique. Les créations ont par exemple pu être confiées à  Jeanne Michard (2025), João Selva (2024), Marion Rampal (2023), Raphaël Imbert (2022, 2019), The Amazing Keystone Big Band (2018, 2015, 2012), Richard Bona (2017), Ibrahim Maalouf (2016), l'Amazing Keystone Big Band (2015), Greg Zlap (2014), Sandra Nkaké (2013), Manu Dibango (2008).
Le dispositif de repérage et d'accompagnement Rezzo Jazz à Vienne a lieu sur la scène des jardins de Cybèle durant les premiers jours du festival. Depuis 2004, le projet a pour objectif de mettre sur le devant de la scène les nouveaux talents français du jazz.
Les lauréats du tremplin : Max Pinto 4tet (2005), Jérémy Ternoy trio (2006), Paradox (2007), Oxyd (2008), Céline Bonacina trio (2009), Sidony Box (2010), Trio Enchant(i)er (2011), Impérial Quartet (2012), Water Babies 2013), Uptake (2014), nOx.3 (2015), Amaury Faye trio (2016) et Gauthier Toux trio (2017), Obradovic-tixier duo (2018) et Léon Phal 5tet (2019), Ishkero (2021), ElliAVIR (2022), Verb trop (2023) et Ninanda (2024).
Lors de la conférence de presse bilan de la 37e édition du festival Jazz à Vienne, Samuel Riblier, directeur de Jazz à Vienne, Benjamin Tanguy, directeur artistique de Jazz à Vienne et Stéphane Beaujean, directeur artistique du Festival international de la bande dessinée d'Angoulême ont annoncé leur collaboration pour 2018. Un concert dessiné et co-produit est programmé dans les deux festivals. Par ailleurs, le festival d'Angoulême propose chaque année un auteur de bande dessinée pour réaliser l'affiche de Jazz à Vienne. C'est le dessinateur Brüno qui a été selectionné pour réaliser l'affiche de la 38e édition de Jazz à Vienne en 2018,, Loustal en 2019 et Juanjo Guarnido en 2021, Audrey Spiry en 2022, et Pénélope Bagieu en 2023, Alexandre Clérisse en 2024 et Jeremy Perrodeau en 2025.
Le musée gallo-romain de Saint-Romain-en-Gal accueille pendant le festival l’événement Jazz Ô Musée, anciennement nommé les Musaïques.